# 多马里厄尔蒙
多马里厄尔蒙（法語：Dommarie-Eulmont，法語發音：[dɔmaʁi œlmɔ̃]）是法国默尔特-摩泽尔省的一个市镇，位于该省南部，属于南锡区。

## 地理
多马里厄尔蒙（48°24'52"N, 6°2'0"E）面积5.52 平方千米，位于法国大東部大區默尔特-摩泽尔省，该省份为法国东北部内陆省份，是洛林的一部分，北邻比利时、卢森堡，北起顺时针与摩泽尔省、下莱茵省、孚日省和默兹省接壤。
与多马里厄尔蒙接壤的市镇（或旧市镇、城区）包括：费科库尔、皮尔内、泰苏沃代蒙、托雷-利奥泰、旺德莱维尔、沃代蒙。

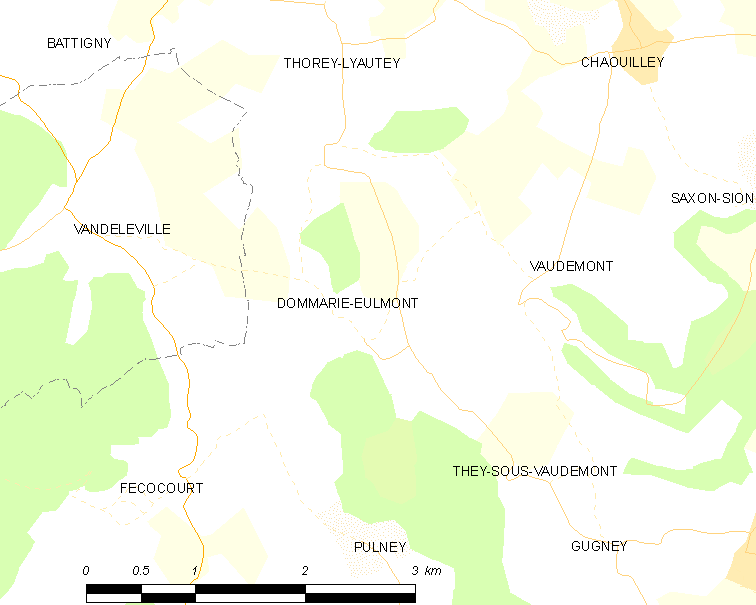
多马里厄尔蒙的OSM定位图

多马里厄尔蒙的时区为UTC+01:00、UTC+02:00（夏令时）。

## 行政
多马里厄尔蒙的邮政编码为54115，INSEE市镇编码为54164。

## 政治
多马里厄尔蒙所属的省级选区为梅讷欧桑图瓦县。

## 人口

1962-2008年间多马里厄尔蒙人口变化图示

多马里厄尔蒙于2022年1月1日时的人口数量为79人。